# Manheulles
Manheulles település Franciaországban, Meuse megyében. Lakosainak száma 152 fő (2022. január 1.). Manheulles Watronville, Bonzée, Fresnes-en-Woëvre, Grimaucourt-en-Woëvre, Haudiomont, Ronvaux és Ville-en-Woëvre községekkel határos.

## Népesség
A település népességének változása:
| Lakosok száma | 132  | 144  | 159  | 154  | 143  | 141  | 137  | 142  | 144  | 152  |
|               | 1968 | 1982 | 1990 | 2006 | 2013 | 2015 | 2017 | 2019 | 2020 | 2022 |